# Peperomia perlongicaulis
Peperomia perlongicaulis är en pepparväxtart som beskrevs av Truman George Yuncker. Peperomia perlongicaulis ingår i släktet peperomior, och familjen pepparväxter. Inga underarter finns listade i Catalogue of Life.